# Oxysarcodexia paulistanensis
Oxysarcodexia paulistanensis är en tvåvingeart som först beskrevs av Mattos 1919.  Oxysarcodexia paulistanensis ingår i släktet Oxysarcodexia och familjen köttflugor. Inga underarter finns listade i Catalogue of Life.